# Acanthina multiformis
Acanthina multiformis, tipična vrsta eukariota u rodu Acanthina. I rod (kao monotipičan) i vrsta opisani su 1973. i smješteni u porodicu Acanthinaceae i fosilne crvene alge.